# Anemia mexicana
Anemia mexicana är en ormbunkeart som beskrevs av Kl. Anemia mexicana ingår i släktet Anemia och familjen Anemiaceae. Utöver nominatformen finns också underarten A. m. makrinii.

## Bildgalleri

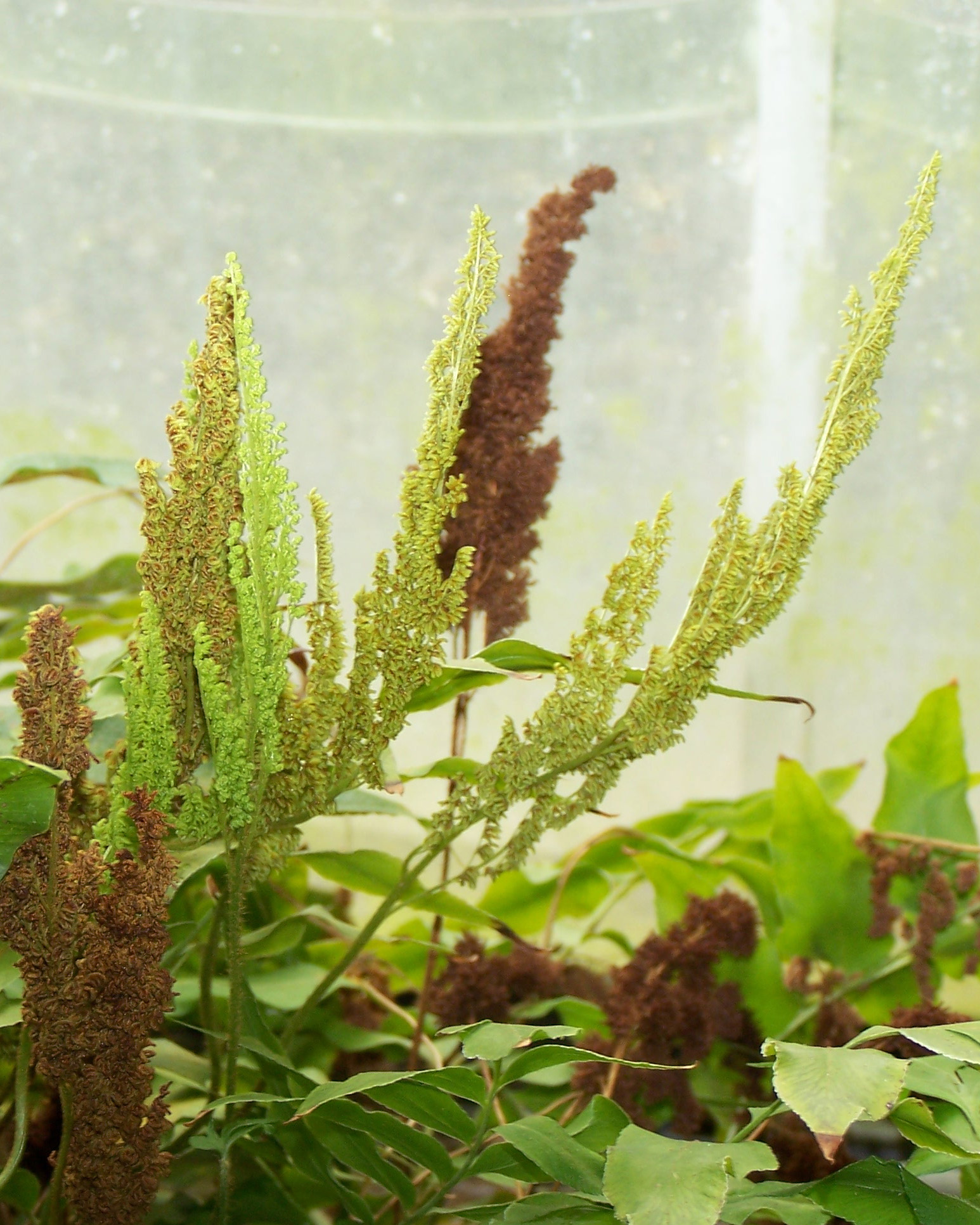
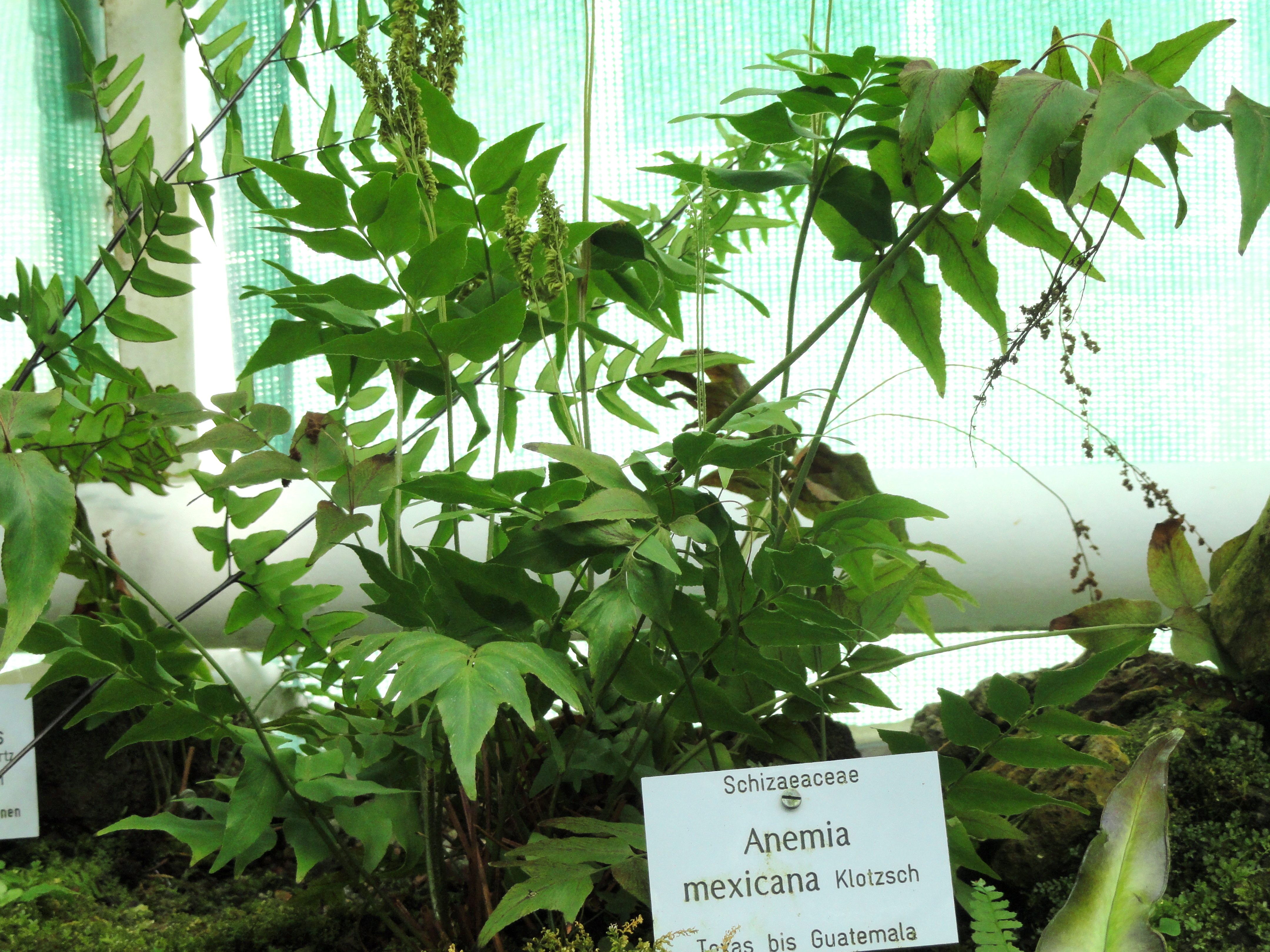
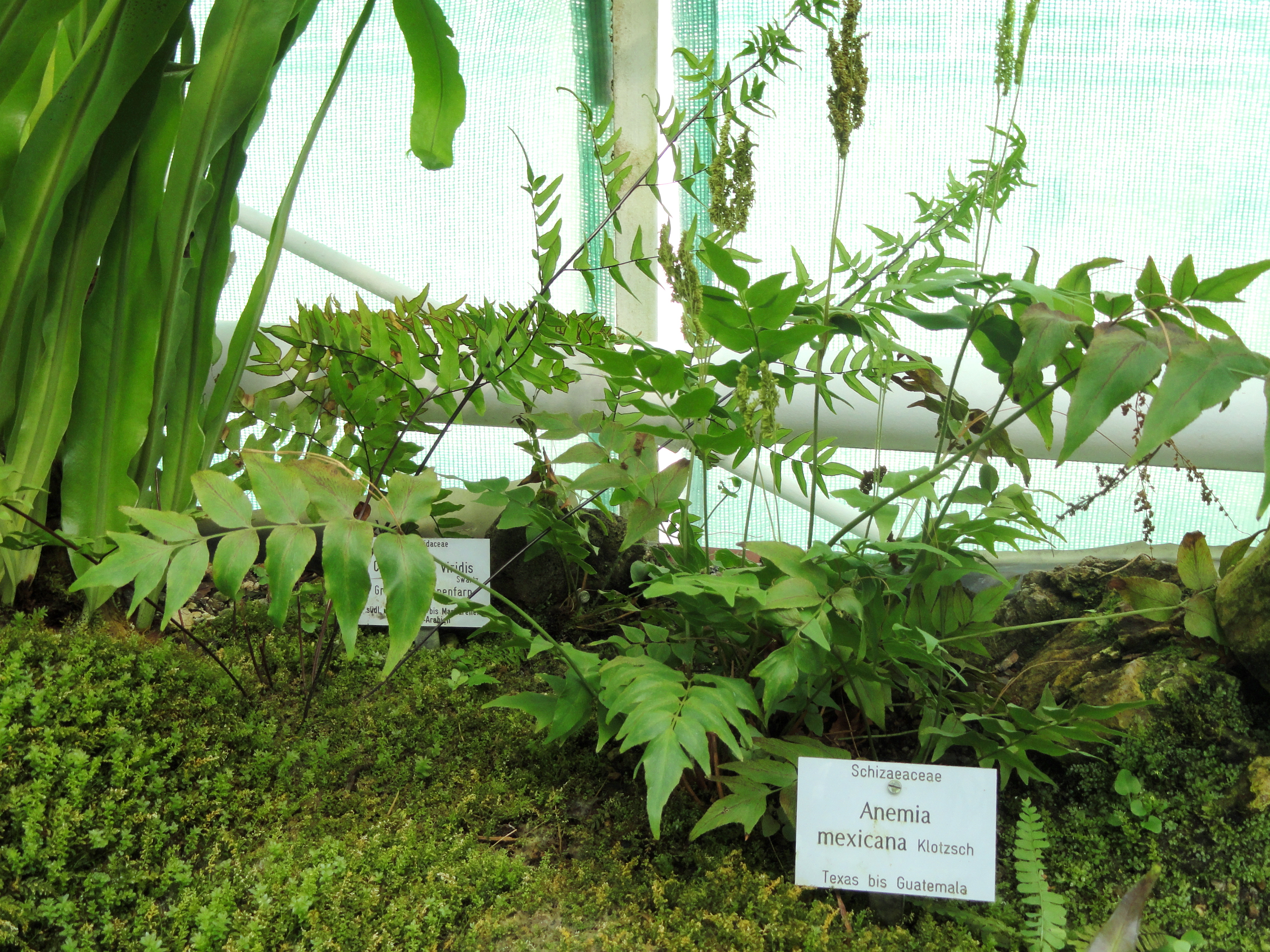